# Pulverised Records
Pulverised Records ist ein Plattenlabel aus Singapur, das sich hauptsächlich auf Veröffentlichungen aus den Genres Death Metal, Thrash Metal und Black Metal spezialisiert hat.
Das Label wurde im Jahr 1996 von drei Mitgliedern der Band Mutation, einer der ersten Death-Metal-Bands Singapurs, gegründet. Die erste Veröffentlichung von Pulverised Records war die EP Sorrow Throughout the Nine Worlds der schwedischen Band Amon Amarth, deren später bei Metal Blade Records erscheinenden Alben mehrfach in verschiedenen europäischen und den US-amerikanischen Musik-Charts erscheinen sollten. Kurz darauf folgten Alben weiterer junger, hauptsächlich schwedischer, Metal-Bands wie Thy Primordial und Satariel. Nach einer vierjährigen Pause zwischen 2000 und 2004, in der die Aktivitäten des Labels ruhten, erschienen ab 2005 vermehrt Veröffentlichungen bei Pulverised Records, darunter abermals häufig Alben diverser schwedischer Bands. Neben vielen Debütalben junger Bands veröffentlichte das Label nun auch häufiger Alben bereits etablierter Bands wie Master, Salem und Whiplash. Außerdem lizenzierte Pulverised Records Alben fremder Plattenfirmen für den asiatischen Markt, darunter das Dissection-Album Reinkaos und Sworn to the Dark von Watain.

## Veröffentlichungen (Auswahl)
- Akatharta · Spiritus Immundus (2017)
- Amon Amarth · Sorrow Throughout the Nine Worlds (EP, 1996)
- Burial Hordes · Devotion to Unholy Creed (2008)
- Deceiver · Thrashing Heavy Metal (2008)
- Desultory · Counting Our Scars (2010)
- Facebreaker · Dead, Rotten and Hungry (2008)
- Guillotine · Blood Money (2008)
- Hexen · Being and Nothingness (2012)
- Master · The Human Machine (2010)
- Salem · Playing God and Other Short Stories (2010)
- Sanctification · Black Reign (2009)
- Skineater · Dermal Harvest (2013)
- Suicidal Winds · Chaos Rising (2008)
- Thy Primordial · Where Only the Seasons Mark the Paths of Time (1997)
- Thy Primordial · At the World of Untrodden Wonder (1999)
- Thy Primordial · The Heresy of an Age of Reason (2000)
- Tribulation · The Horror (2009)
- The Black · Alongside Death (2009)
- Whiplash · Unborn Again (2009)
- Exhale · When Worlds Collide (2013)

Lizenzveröffentlichungen
- Dissection · Reinkaos
- Impiety · Formidonis Nex Cultus
- Watain · Sworn to the Dark